# Hus Forbi
 Denne artikel omhandler en avis. For afsnittet Hus Forbi af tv-serien Huset på Christianshavn, se Afsnit af Huset på Christianshavn.
Hus Forbi er en landsdækkende avis om hjemløshed, som udkommer 12 gange om året.
Avisen kom på gaden første gang den 28. august 1996 i anledning af FNs internationale fattigdomsår samt at København samme år var Europæisk Kulturby.

## Navnets oprindelse
Udtrykket "Hus Forbi" stammer oprindeligt fra et populært julespil i 1800-tallet, der var et kortspil, hvor der blev benyttet specielle kort, der var en blanding af billedkort og talkort.
I forbindelse med navngivning af hjemløseavisen "Hus Forbi" var det Bernhard Jensen fra Socialt Udviklingscenter (SUS), som fik idéen til avisens navn.

## Driftform
Avisen udgives af foreningen Hus Forbi og bliver til i et samarbejde mellem nuværende og tidligere hjemløse samt professionelle journalister og fotografer. Hus Forbi er økonomisk uafhængig.
Avisen fik i en årrække støtte fra Socialministeriet, men bladdriften giver nu overskud.

## Formål
Avisen har til formål at skabe opmærksomhed om de hjemløses problemer, men også at give de hjemløse sælgere af avisen en mulighed for at tjene deres egne penge og et fast holdepunkt i deres ellers ofte kaotiske liv.

## Formand/forkvinde for Hus Forbis bestyrelse
| Årstal | Navn                |
| ------ | ------------------- |
| 1997   | Jan Bertelsen       |
| 2002   | Annagrethe Thestrup |
| 2003   | Steen Viggo Jensen  |
| 2004   | Robert Olsen        |
| 2007   | Dieter Sebelin      |
| 2009   | Michael Esbensen    |
| 2010   | Ole Skou            |
| 2014   | Ove Abildgaard      |
| 2015   | Kaffa Jespersen     |
| 2016   | Henrik Søndergaard  |
| 2019   | Simon Nielsen       |

## Velgørenhed
Hus Forbi samler stadig penge ind til sælgertøj, tasker og fodtøj, som sælgerne får udleveret. Derudover til sociale aktiviteter, foreningsfællesskab og projekter, som bestyrelsen sætter i gang. 

## Distribution og oplag
Avisen distribueres af hjemløse, tidligere hjemløse og socialt udsatte, som sælger avisen ved gadesalg på gågader, banegårde, pladser mv. i større byer. Af salgsprisen på 50 kr. går de 25 kr. direkte til sælgeren, og de 25 kroner går til produktion, administration og støtte.
I de første år kom fire numre af Hus Forbi på gaden i 10.000-15.000 eksemplarer, men nu udkommer avisen hver måned i 65.000 eksemplarer. I månederne op til jul kan oplaget stige til mere en 100.000 eksemplarer. Der er registreret over 3.000 sælgere.
For at undgå snyd er alle sælgere godkendt, har en jakke/hat med Hus Forbi logo, og et ID kort med billede, navn og nummer, som skal bæres synligt.

## Hus Forbi på museum
Danmarks Forsorgsmuseum har den 11. maj 2016 i samarbejde med Arbejdermuseet og Den Gamle By i Aarhus udstillet hjemløseavisen Hus Forbi.

## Priser
Hjemløseavisen Hus Forbi har modtaget flere priser.

### 2006
- Hus Forbi modtog FTF-prisen i 2006 på 100.000 kr. i forbindelse med FTFs kongres den 15.-16. november 2006.[8]
- Hus Forbi modtog ligeledes i 2006 Hjemløseprisen.[kilde mangler]

### 2011
- Hjemløseprisen gik i 2011 til hjemløsefotograf Holger Henriksen, som er en af drivkræfterne bag Hus Forbi.[kilde mangler]

### 2013
- Hus Forbi modtager prisen som Årets Folkehjælper 2013 af Dansk Folkehjælp for deres store succes med at forene ønsket om at støtte en udsat målgruppe igennem principperne om ”hjælp til selvhjælp” med en socialøkonomisk virksomhed, som samtidig sætter fokus på hjemløse og udsattes levevilkår i Danmark.[9]

### 2014
- Hjemløseprisen 2014 gik til socialjuristen Ole Skou, som var bestyrelsesformand og ansvarshavende redaktør for hjemløseavisen 'Hus Forbi'. Skou fik tildelt prisen for sin livslange indsats i arbejdet for hjemløse og socialt udsatte.[10]

### 2016
- Hus Forbi blev tildelt Venstres Frihedspris 2015. Prisen uddeles til ildsjæle, som på et område har kæmpet for den personlige frihed.[11]

## Ekstern henvisning
- Hus Forbis hjemmeside